# Gotthun
Gotthun es un municipio situado a la orilla del lago Müritz —el mayor lago de Alemania— en el distrito de Llanura Lacustre Mecklemburguesa, en el estado federado de Mecklemburgo-Pomerania Occidental (Alemania), a una altitud de 68 metros. 
Su población a finales de 2016 era de 335 habs. y su densidad poblacional, 34 hab/km².